# Tatra T2D
Tatra T2D je typ dvounápravové tramvaje klasické koncepce, která byla sériově vyráběna v ČKD Tatra Smíchov ve druhé polovině 60. let 20. století na základě dokumentace od německého výrobce VEB Waggonbau Gotha. Jedná se o poslední dvounápravový tramvajový vůz vyráběný na území Československa. Společně s vlečnými vozy Tatra B2D byl určen výhradně pro východoněmecký trh.

## Historické pozadí
V polovině 60. let vlády Československé socialistické republiky a Německé demokratické republiky sepsaly smlouvu, podle které měla veškerá tramvajová výroba přejít z původního německého závodu VEB Waggonbau Gotha na smíchovský závod ČKD v Praze. V roce 1965 získala ČKD Tatra Smíchov v rámci RVHP monopol výroby tramvají na východoněmeckém trhu. Pro tento trh měl být navržen vůz, který měl být maximálně unifikován s tehdy vyráběným čtyřnápravovým typem Tatra T3 koncepce PCC. V roce 1967 spatřily světlo světa postupně dva prototypy vozu Tatra T4, které se navzájem od sebe lišily. K nim přibyl funkční vzorek, což byla karoserie Tatry T1 s demontovanou kabinou a řídícím pultem, jenž nesl označení BW-3000 (BW znamená Beiwagen, německy vlečný vůz a 3000 bylo jeho evidenční číslo) a prototyp vlečného vozu Tatra B4. Po zkouškách obou prototypů i s vlečnými vozy byla zahájena sériová výroba typů T4 a B4. Pro menší provozovatele byly tyto typy značně nevýhodné z důvodů vysoké energetické náročnosti koncepce PCC, a také kvůli tomu, že jejich velká kapacita by byla nevyužita. Tito provozovatelé pak žádali výrobce o dodávky koncepčně i technicky zastaralých dvounápravových vozů. ČKD proto přebrala kompletní technickou dokumentaci k vozům Gotha T2-62, podle které vyrobila v roce 1966 prototyp vozu T2D. Následovala krátká sériová výroba typu T2D, po které se přešlo na typ T4, jenž se poté vyráběl do roku 1987.
Písmeno T v typovém označení znamená Triebwagen (německy motorový vůz), číslice 2 značí dvě nápravy a písmeno D (=Deutschland, tedy Německo) vzešlo z typového označování tramvají Tatra.

## Prototypy
Prototyp Tatra T2D byl vyroben v roce 1966 podle technické dokumentace převzaté od původního výrobce VEB Waggonbau Gotha. Tento vůz byl svou koncepcí i technicky značně zastaralý (poslední dvounápravové vozy byly v Československu vyrobeny v 50. letech). Tyto vozy byly určeny výhradně pro východoněmecký trh a vzhledem k tomu, že se měl převážně využívat na úzkých rozchodech, neabsolvovaly v Československu ani zkušební jízdy. Sériová výroba tohoto typu probíhala v letech 1967–1968.

## Konstrukce
V roce 1962 byla navržena modernizace stávajícího typu Gotha T2-61, oproti níž měl vůz nový kontrolér StNFB 4 se dvaceti jízdními a brzdovými stupni, nově měly vozy zabudovaný nouzový brzdný systém pro cestující, centrální ovládání dveří, výstrahy a osvětlení ze stanoviště řidiče, příčné sedačky namísto podélných lavic, osvětlení interiéru umožňovala řada žárovkových světel uprostřed stropu namísto zářivkových, záchytná madla byla montována i na sedadla. V zásadě se jednalo o druhou zásadní modernizaci typu T57 (první byla T59E), která byla opět modernizována v roce 1965 na typ T2-65, jehož hlavní změny se týkaly dveří, které byly vyrobeny z lisovaného plechu namísto původních dřevěných a novým opticko-akustickým výstražným systémem. Zajímavostí vozů Gotha bylo řazení – to se provádělo pomocí volantu převzatého z automobilu Wartburg 311.
Tatra T2D je jednosměrný dvounápravový motorový tramvajový vůz s odporovou výzbrojí s kontroléry. Konstrukčně vůz vycházel z typu T2-62 (resp. T2-65), karoserie byla svařená z ocelových profilů, v interiéru se nacházely příčně uspořádané sedačky s madly a byl zde i výstražný systém. V závodě ČKD Tatra Smíchov se vyráběly hrubé stavby vozových skříní, do kterých se následně montovaly díly od německých výrobců a nakonec finální montáž vozů. Vozy mohly být provozovány na rozchodech 1000–1524 mm.
K motorovým vozům T2D byly vyrobeny i obdobné vlečné vozy Tatra B2D.

## Dodávky tramvají
V letech 1966 až 1968 bylo vyrobeno 117 vozů T2D.
| Současný stát | Město                    | Článek | Typ | Roky dodávek | Počet vozů | Evidenční čísla při dodání | Poznámky       | Zdroj             |
| ------------- | ------------------------ | ------ | --- | ------------ | ---------- | -------------------------- | -------------- | ----------------- |
| Německo       | Brandenburg an der Havel | článek | T2D | 1967–1968    | 3 kusy     | 54–56                      |                | [ 3 ] [ 5 ] [ 6 ] |
| Německo       | Cvikov                   | článek | T2D | 1967–1968    | 6 kusů     | 132–137                    |                | [ 3 ] [ 5 ] [ 6 ] |
| Německo       | Erfurt                   | článek | T2D | 1967–1968    | 6 kusů     | 134–139                    |                | [ 3 ] [ 5 ] [ 6 ] |
| Německo       | Gera                     | článek | T2D | 1968         | 2 kusy     | 167–168                    |                | [ 3 ] [ 5 ] [ 6 ] |
| Německo       | Görlitz                  | článek | T2D | 1967         | 3 kusy     | 16–18                      |                | [ 3 ] [ 5 ] [ 6 ] |
| Německo       | Gotha                    | článek | T2D | 1967–1968    | 4 kusy     | 34–37                      |                | [ 3 ] [ 5 ] [ 6 ] |
| Německo       | Halle (Saale)            | článek | T2D | 1966–1968    | 77 kusů    | 569, 766–841               | 569 – prototyp | [ 3 ] [ 5 ] [ 6 ] |
| Německo       | Jena                     | článek | T2D | 1968         | 2 kusy     | 136–137                    |                | [ 3 ] [ 5 ] [ 6 ] |
| Německo       | Chotěbuz                 | článek | T2D | 1967–1968    | 12 kusů    | 65–76                      |                | [ 3 ] [ 5 ] [ 6 ] |
| Německo       | Plavno                   | článek | T2D | 1967         | 2 kusy     | 92–93                      |                | [ 3 ] [ 5 ] [ 6 ] |

## Historické vozy
- Erfurt (gothajský vůz ev. č. 3)
- Halle (vůz ev. č. 772)
- Arad (cvikovský vůz ev. č. 8)